# Heidi Horten
Heidi Horten (geboren Jelinek) (Wenen, 13 februari 1941 – Klagenfurt am Wörthersee, 12 juni 2022) was een vermogende Oostenrijkse kunstverzamelaar. 

## Biografie
Heidi Jelinek leerde op jonge leeftijd de Duitse ondernemer Helmut Horten kennen. Helmut Horten had voor en tijdens de Tweede Wereldoorlog een warenhuisimperium (Horten AG) opgebouwd. In 1966 trouwde Heidi Jelinek met Helmut Horten. Bij haar huwelijk schonk Helmut Horten haar de beroemde ‘Blaue Wittelsbacher’, een grote diamant van 35,56 karaat. Deze diamant maakte ooit deel uit van de Oostenrijkse en Beierse kroonjuwelen. In 2008 werd deze diamant bij Christie’s geveild voor $23,4 miljoen. Het echtpaar woonde afwisselend in Croglio en Wenen. In 1958 kocht Helmut Horten de Villa Dubeau op Cap d'Antibes, een ontwerp van Cabinet J.J. & M.P. Rainaut. Villa Dubeau werd de geliefde zomerresidentie van het echtpaar in de jaren 60 en 70. Tussen 1969 en 1972 verkocht Helmut Horten het grootste gedeelte van zijn aandelen in het warenhuisconcern. Heidi en Helmut Horten legden een omvangrijke kunstverzameling aan met werken van Schiele, Degas, Renoir en een aantal Duitse expressionisten waaronder Emil Nolde en Erich Heckel. Toen haar man in 1987 stierf, erfde Heidi een vermogen van $1 miljard.
In 1994 trouwde Horten voor de tweede keer met Jean-Marc Charmat. Ze nam ook zijn naam aan. Het huwelijk werd in 1988 ontbonden, waarna ze weer de naam Horten aannam. In 2015 trouwde ze voor de derde keer, nu met Anton Karl Graf Goëss.
Horten leefde na het overlijden van Helmut Horten zeer teruggetrokken en gaf zelden interviews. Ze woonde afwisselend in haar villa's in Wenen en de Bahamas. 

## De Heidi Horten Collectie
Geholpen door de adviezen van haar vriendin Agnes Husslein, die een leidende positie had bij het veilinghuis Sotheby's in Oostenrijk, werkte Horten vanaf 1990 gestaag aan de uitbreiding van haar kunstverzameling. De eerste belangrijke uitbreiding vond plaats in 1994 toen bij een internationale veiling in Tel Aviv werken van Chaïm Soutine en Moïse Kiesling werden gekocht. Ook verwierf Heidi Horten een bundel tekeningen van Chagall. Twee aangekochte schilderijen van Marc Chagall ‘L’Âne vert’ uit 1936 en ‘Prophet mit Tora’ uit 1952 behoren sindsdien tot de topstukken van de verzameling.
In 1996 sloeg Horten haar slag bij een veiling van Sotheby's in Londen. Ze kocht voor $22 miljoen schilderijen van Marc Chagall, Auguste Renoir, Paul Klee, Joan Miró, Jean Dubuffet, Lucian Freud en Bacon. Om anoniem te blijven deed ze haar biedingen telefonisch via haar vriendin Agnes Husslein . Van Marc Chagall kocht ze ‘Les Amoureux’ (1916), een portret van de schilder en zijn vrouw Bella. Van Paul Klee ‘Geschwister’ (1930), van Jean Dubuffet ‘Hommes et Arbres Somnambuliques’ (1946) en van Lucien Freud ‘Girl with a White Dog’ (1950/51)/ Met deze en andere aankopen behoorde haar collectie tot de belangrijkste Europese privé-verzamelingen.
In de jaren erna werd nog een groot aantal werken van Duitse expressionisten gekocht naast werken van Warhol en Lichtenstein.
In september 2018 organiseerde het Weense Leopold Museum onder de titel ‘WOW! The Heidi Horten Collection’ een overzichtstentoonstelling met 170 werken uit de collectie. Het succes van deze expositie inspireerde Horten tot het plan de collectie onder te brengen in een eigen galerie. Ze wist de Hanuschhof (de vroegere kanselarij van Aartshertog Friedrich) in de Goethestrasze te kopen. Het gebouw werd onder handen genomen door het architectenbureau ‘The Next Enterprise’. De gevel werd intact gelaten, maar het interieur werd volledig gestript en veranderd in drie etages expositieruimte van in totaal 1500 m². Enkele dagen voor het overlijden van Horten werd het op 3 juni 2022 geopend met de tentoonstelling ‘Open’.

## De juwelencollectie
In mei 2023 werd de omvangrijke juwelencollectie van Heidi Horten bij Christie's geveild. Een anonieme koper betaalde er €180 miljoen voor. Maar er ontstond ophef over de herkomst van het kapitaal waarmee de collectie was gefinancierd. Helmut Horten zou zijn vermogen deels te danken hebben aan het verwerven van Joodse warenhuizen en winkels tijdens het Nazibewind in Duitsland. Heidi Horten had historicus Hoeres overigens al voor haar dood opdracht gegeven de bedrijfsgeschiedenis van het Horten-concern in kaart te brengen. Hoeres laat gedetailleerd zien hoe Helmut Horten had geprofiteerd van de omstandigheden voor en tijdens de Tweede Wereldoorlog.. Christie's besloot dat een aanzienlijk deel van de opbrengst naar onderzoek van de Holocaust en onderwijsprojecten over de genocide van de Joden zou gaan.